# La méridienne
La méridienne é um filme de drama suíço de 1988 dirigido e escrito por Jean-François Amiguet. Foi selecionado como representante da Suíça à edição do Oscar 1989, organizada pela Academia de Artes e Ciências Cinematográficas.

## Elenco
- Jérôme Anger - François
- Kristin Scott Thomas - Marie
- Sylvie Orcier - Marthe
- Patrice Kerbrat - Dubois
- Alice de Poncheville - Léa
- Judith Godrèche - Stéphane
- Michel Voïta - bibliotecário
- Jean Francois Aupied - Narrador
- Véronique Farina - florista